# Distretto di Oggaz
Il distretto di Oggaz è un distretto della Provincia di Mascara, in Algeria.

## Comuni
Il distretto di Oggaz comprende 3 comuni:
- Oggaz
- Alaïmia
- Ras El Aïn Amirouche